# Список музыкальных обозначений
В нотах часто применяются обозначения для пояснения характера исполнения музыкального произведения. Большинство из них взяты из итальянского языка.

## A
- a, à (фр. [а]) — на, у, к, с, при, в, до, в роде, в характере, в стиле.
- ab (нем. [ап]) — прочь, снять.
- abaisser (фр. [абэсэ́]) — понижать.
- a cappella [а каппэ́лла] — а капелла, пение без инструментального сопровождения[1].
- a capriccio [а капри́ччо] — «по желанию» или «произвольно» — музыкальный термин, означающий возможность произвольности в темпе.
- accelerando [аччелера́ндо] (accel.) — постепенно ускоряя[1][2].
- accentato [аччента́то] — с выделением, ударением[1].
- acciaccatura [аччаккату́ра] — форшлаг, очень быстро исполняемый и сливающийся с основной нотой.
- accompagnato [аккомпаньа́то] — «с аккомпанементом» — аккомпанемент должен следовать любым изменениям в темпе пения.
- adagietto [ададже́тто] — довольно медленно, достаточно спокойно[1].
- adagio [ада́жио] — медленно, спокойно[1][3].
- adagissimo [ададжи́ссимо] — очень медленно.
- ad libitum (лат. [ад ли́битум]) (ad lib.) — по желанию исполнителя[4].
- affettuoso [аффэттуо́зо] — очень нежно, мягко, томно, страстно, порывисто[4].
- affrettando [аффрэтта́ндо] — с поспешностью, торопясь и ускоряясь[4].
- agile [а́джиле] — бегло, легко, ловко, проворно[4].
- agitato [аджита́то] — взволнованно, возбуждённо и тревожно[4].
- al, alla [аль, а́лла] — в духе, в роде[5].
- alla breve [а́лла брэ́вэ] — разбивать такт не на 4 четверти при счёте, а на 2 половинных ноты[5].
- alla marcia [а́лла ма́рча] — в духе марша.
- alla mazurka [а́лла мадзу́рка] — в духе мазурки.
- alla mesura [а́лла мезу́ра] — в темпе, см. a tempo[6].
- alla minuetto [а́лла минуэ́тто] — в духе менуэта.
- alla polacca [а́лла пола́кка] — в духе полонеза[7].
- allargando [алларга́ндо] (allarg.) — замедляя, расширяя[5].
- allargando un poco [алларга́ндо ун по́ко] — немного расширяя.
- alla valzer [а́лла ва́льцэр] — в духе вальса.
- alla zoppa [а́лля дзо́ппа] — спотыкаясь, хромая[8].
- allegretto [аллегрэ́тто] — средне, между allegro и andante[5], умеренно скоро, оживлённо[3].
- allegro [алле́гро] — скоро[9].
- allentando [аллента́ндо] — замедляя[10].
- altissimo [альти́ссимо] — очень высоко.
- amabile [ама́биле] — любезно, приятно[11].
- amoroso [ аморо́зо ] — нежно[12].
- ancora [анко́ра] — ещё, ещё раз, снова, опять.
- andante [анда́нтэ] — спокойно, не спеша[3].
- anime, anima [а́нимэ, а́нима] — с душой, душевно, эмоционально.
- andantino [анданти́но] — немного скорее, чем andante[11][3].
- animando [анима́ндо] — воодушевляя, оживляя[13].
- animato [анима́то] — одушевлённо, оживлённо[14].
- a piacere [а пьяче́рэ] — указание исполнителю не придерживаться ритма строго, то есть по желанию и усмотрению[14].
- appassionato [аппассьона́то] — страстно[14].
- appoggiatura [апподджату́ра] — форшлаг[14], занимающий некоторую часть звучания основной ноты.
- a prima vista [а при́ма ви́ста] — с листа (без предварительного знакомства или подготовки).
- arco [а́рко] — играть смычком (в противоположность pizzicato)[15].
- ardente [ардэ́нтэ] — с жаром.
- arpeggio [арпе́дджо] (дословно — «как арфа»[15]) — обозначает, что аккорд должен быть сыгран по одной ноте, а не взят весь сразу[16].
- assai [асса́и] — очень, весьма[17].
- a tempo [а тэ́мпо] — в прежнем темпе, восстановление прежнего темпа[17].
- attacca [атта́кка] — (в конце части) начинать следующую часть сразу, без перерыва в звучании[17].

## B
- barbaro [ба́рбаро] — дико[18].
- basso continuo [ба́ссо конти́нуо] — см. генерал-бас[19].
- bellicoso [бэллико́зо] — воинственно[20].
- ben [бэн] — как следует, очень или хорошо[20].
- bis [бис] — повторное (дважды) исполнение определённого отрывка[21].
- bisbigliando [бизбилльа́ндо] — «шёпотом» — приём игры на арфе, когда быстро и тихо многократно берётся одна нота.
- bocca chiusa [бо́кка кью́за] — с закрытым ртом.
- brillante [брилля́нтэ] — блестяще, искромётно.
- bruscamente [брускамэ́нтэ] — грубо[22].
- buffo [бу́ффо] — смешно.

## C
- calando [кала́ндо] — «понижаясь»; затихать, иногда одновременно замедляясь и снижая громкость[22].
- cantabile [канта́биле] — певуче, стараясь при игре подражать певчему[22].
- capo [ка́по] — глава, начало[23]. См. da capo al Fine.
- capriccioso [каприччо́зо] — капризно, прихотливо, своенравно[23].
- cesura [чезу́ра] или caesura — цезура, перерыв в звучании[24].
- chiuso [кью́зо] — «закрыто»; приглушая звук духового инструмента рукой.
- coda [ко́да] — кода, заключительная часть произведения[25][26].
- col legno [коль ле́ньо] — «древком»; указание играть древком смычка с целью получения слабого и отрывистого звука суховатого тембра с оттенками шума[25].
- coloratura [колорату́ра] — колоратура, затейливое украшение вокальной партии.
- col pugno [коль пу́ньо] — «кулаком»; ударять по клавишам кулаком.
- come prima [ко́мэ при́ма] — как ранее.
- come sopra [ко́мэ со́пра] — в первоначальном темпе.
- comodo [ко́модо] — «удобно»[25]; на средней скорости.
- con [кон] — при, вместе, с[25].
- con abbandono [кон аббандо́но] — непринуждённо[27].
- con anima [кон а́нима] — с душой, с чувством[14].
- con amore [кон амо́ре] — с любовью.
- con brio [кон бри́о] — оживлённо.
- con collera [кон ко́ллера] — с гневом.
- con dolore [кон доло́рэ] — с печалью, со скорбью.
- con fuoco [кон фуо́ко] — с огнём.
- con moto [кон мо́то] — с движением, подвижно.
- con grazia [кон гра́ция] — грациозно.
- con slancio [кон зла́нчо] — с энтузиазмом.
- con sordino [кон сорди́но] — с сурдиной.
- con spirito [кон спи́рито] — воодушевлённо[7].
- coperti [копэ́рти] — указание приглушить ударный инструмент тканью[28].
- crescendo [крэще́ндо] (cresc.) — постепенно увеличивая громкость[29].

## D
- da capo[30] [да ка́по] — с начала[31].
- da capo al Fine или D. C. al Fine [да ка́по аль фи́нэ] — с начала до слова Fine (конец).
- deciso [дэчи́зо] — решительно, смело[31].
- decrescendo [дэкрэще́ндо] (decresc.) или diminuendo [диминуэ́ндо] (dim.) — с постепенно уменьшающейся громкостью[31].
- delicatamente [дэликатамэ́нтэ] — деликатно, нежно, осторожно, чутко[31].
- dell’arco [дэль а́рко] — играть смычком (в противоположность pizzicato).
- devoto, divoto [дэво́то], [диво́то] — преданно, благочестиво, набожно[32][33].
- dissonanza [диссона́нца] — диссонанс, неблагозвучность[34].
- divisi [диви́зи] (div.) — дивизи, раздельно; указание струнному ансамблю разделить исполнение одной партии между инструментами[35]. Обратное указание — unisono.
- dolce [до́льче] — нежно[34].
- dolcissimo [дольчи́ссимо] — предельно нежно[34].
- dolente [доле́нтэ] — жалобно, печально, скорбно, с болью[34].
- doloroso [дольоро́зо] — горестно, грустно, скорбно, с болью[34].
- D. S. al coda (dal segno[36] al coda) [даль сэ́ньо аль ко́да] — c места, обозначенного знаком S, до коды.
- D. S. al fine (dal segno[36] al fine) [даль сэ́ньо аль фи́нэ] — с места, обозначенного знаком S, до конца.

## E
- elegante [элега́нтэ] — изящно, красиво.
- energico [энэ́рджико] — решительно, сильно, энергично.
- enfatico [эмфа́тико] — с ударением.
- eroico [эро́ико] — героически[37].
- espirando [эспира́ндо] — затухая, замирая[37].
- espressivo [эспрэсси́во] — выразительно, экспрессивно, ярко[38].
- estinto [эсти́нто] — ослаблённо, приглушённо, угасающе[38].

## F
- facile [фа́чиле] — доступный, лёгкий, нетрудный; легко[38].
- feroce [фэро́че] — дико, неистово, необузданно, свирепо[39].
- festivo [фэсти́во] — празднично.
- fieramente [фьерамэ́нтэ] — бурно, гордо, дико, живо, надменно, отважно[40].
- fine [фи́нэ] — конец[40].
- flebile [фле́биле] — жалобно, плачевно, траурно[40].
- focoso [фоко́зо] — бойкий, вспыльчивый, горячий, оживлённый, пылкий, страстный[40].
- forte [фо́ртэ] (f[41]) — громко, сильно[42]. Повторениями (ff, fff) обозначаются ещё бо́льшие громкости[42].
- fortissimo [форти́ссимо] (ff) — очень громко, очень сильно[42].
- forzando [форца́ндо] (fz) — см. sforzando.
- fresco [фрэ́ско] — прохладно, свежо[42].
- funebre [фу́нэбрэ] — похоронно, траурно.
- furioso [фурьйо́зо] — бешено, бурно, дико, неистово, свирепо, страстно, яростно[43].

## G
- gaudioso [гаудьйо́зо] — радостно.
- gentile [дженти́ле] — мягко.
- giocoso [джоко́зо] — весело, игриво, шутливо[44].
- gioioso [джойо́зо] — радостно, весело[45].
- giusto [джу́сто] — строго, точно[44].
- glissando [глисса́ндо] (gliss.) — глиссандо[46].
- grandiose [грандио́зо] — великолепно, величественно, возвышенно, пышно[44].
- grave [гра́вэ] — важно, тяжеловесно[44][3].
- grazioso [грацио́зо] — грациозно, изящно, привлекательно[47].
- gruppetto [группэ́тто] — мелодическое украшение, состоящее из нескольких звуков[48].
- guerriero [гуэррьэ́ро] — воинственно.

## I
- imperioso [импэрьйо́зо] — властно, настоятельно, повелительно[49].
- impetuoso [импэтуо́зо] — бурно, горячо, порывисто, страстно, стремительно, с натиском[49].
- imponente [импонэ́нтэ] — решительно, выразительно.
- impotente [импотэ́нтэ] — бессильно, изнурённо.
- improvisando [импровиза́ндо] — импровизируя.
- in altissimo [ин альти́ссимо] — на октаву выше.
- incalzando [инкальца́ндо] — ускоряя и увеличивая громкость[49].
- incrociando [инкроча́ндо] — указание исполнять пассаж через руку (скрестив) на арфе или фортепиано[49].
- indeciso [индэчи́зо] — нерешительно, неопределённо[49].
- in disparte [ин диспа́ртэ] — отдельно, независимо от остальных (при совместном исполнении).
- in distanza [ин диста́нца] — на расстоянии.
- infurianto [инфурья́нто] — гневно.
- in lontananza [ин лёнтана́нца] — в отдалении.
- in modo di [им мо́до ди] — в стиле.
- innocente [инночэ́нтэ] — невинно, просто.
- insensibile [инсэнси́биле] — незаметно, неощутимо, нечувствительно, указание изменять громкость или темп еле заметно[50].
- intimo [и́нтимо] — близкий, внутренний, глубинный, задушевный, интимный[50].
- iocoso [ёко́зо] — шутливо.
- irato [ира́то] — гневно, разгневано, раздражённо, рассерженно[50].

## L
- lacrimoso [лакримо́зо] (дословно — «слёзно») — жалостно, плачевно, печально, скорбно[51].
- lamentando [ламэнта́ндо] — жалуясь.
- lamentoso [ламэнто́зо] — жалобный, горестный[50].
- largamente [ларгамэ́нтэ] — широко, протяжно[52].
- larghetto [ларгэ́тто] — довольно широко; немного скорее, чем largo[51][3].
- largo [ла́рго] — очень медленно; широко[53][3].
- legato [лега́то] — «гладко»; связно; соединяя один звук с другим[53].
- leggiero [ледджье́ро] — легко, нежно, подвижно[54].
- lento [ле́нто] — медленно, протяжно[54][3].
- libero [ли́бэро] — вольно, независимо, непринуждённо, распущенно, свободно, смело[54].
- l’istesso tempo [листэ́ссо тэ́мпо] — в прежнем темпе[55].
- loco [льо́ко] — играть как написано (обычно используется при снятии указания 8va), не перенося октаву[56].
- lontano [лонта́но] — издалека, с расстояния, отдалённо.
- lugubre [лю́губрэ] — жалобно, заунывно, зловеще, мрачно, печально, скорбно, траурно[56].
- luminoso [люмино́зо] — светло.
- lusingando [люзинга́ндо] — вкрадчиво, игриво, ласково, льстиво[56].

## M
- ma [ма] — но[57].
- ma non troppo [ма нон тро́ппо] — но не слишком.
- maestoso [маэсто́зо] — величественно, торжественно.
- magico [ма́джико] — волшебно.
- magnifico [маньи́фико] — блестящий, великолепный, величавый, пышный, роскошный, славный[57].
- malinconico [малинко́нико] — грустный, печальный, меланхоличный[57].
- mano destra [ма́но дэ́стра] — правой рукой (сокращение — MD)[58].
- mano sinistra [ма́но сини́стра] — левой рукой (сокращение — MS)[58].
- marcato [марка́то] — чётко, делать ударение на каждой ноте[58].
- martellato [мартэлля́то] (дословно — «ударяя молотом») — отрывистая игра с извлечением звуков резко и сильно[58].
- marziale [марцья́ле] — воинственно[58].
- melancolico [меланко́лико] — меланхолично.
- meno [мэ́но] — менее, меньше[59].
- mesto [мэ́сто] — грустно, печально[59].
- mezza voce [мэ́цца во́че] — вполголоса[59].
- mezzo [мэ́ццо] (m[60]) — половина, середина[59].
- mezzo forte [мэ́ццо-фо́ртэ] (mf) — не очень громко[59].
- mezzo piano [мэ́ццо-пья́но] (mp) — не очень тихо[59].
- misterioso [мистэрио́зо] — таинственно, мистически[61].
- mobile [мо́биле] — изгибчиво, подвижно[62].
- moderato [модэра́то] — умеренно[62].
- modesto [модэ́сто] — скромно.
- molto [мо́льто] — много, достаточно, очень[62].
- morendo [морэ́ндо] — замирая, затихая, то есть постепенно замедляя темп и ослабляя звучность[62].
- mosso [мо́ссо] — одушевлённое, живое исполнение. Будучи прибавлено к другому слову, увеличивает его скорость.

## N
- naturale [натура́ле] (nat.) — естественно, натурально, непринуждённо, без каких-либо особых приёмов[63]; вернуться к первоначальному способу игры (используется для отмены пометок о способе игры).
- nobile [но́биле] — благородно[63].
- non — не, нет.
- non tanto — не столь[64].
- non troppo [нон тро́ппо] — не слишком[63].

## O
- ossia [осси́а] — допустимый вариант исполнения некоторой части произведения, облегчение основного текста[65].
- ostinato [остина́то] — настойчивый, неотступный, упорный, упрямый[66]; короткий музыкальный рисунок, проходящий через всё произведение.
- ord [ordinàrio] — обыкновенно, обычно (указание вернуться к обычному приему игры после какого-то особого приема, обозначенного ранее).

## P
- passionato [пассьёна́то] — страстно[67].
- pastorale [пастора́ле] — пастушески, пасторально.
- patetico [патэ́тико] — взволнованно, страстно, воодушевлённо, патетично[67].
- perdendosi [пэрдэ́ндоси] — замирая, исчезая[67].
- pesante [пэза́нтэ] — грузно, тяжеловесно, увесисто[67].
- pianissimo [пьяни́ссимо] (pp) — очень тихо[68].
- piano [пиано] (p[69]) — слабо, тихо[70].
- piano, pianissimo [пиано, пиани́ссимо] (ppp) — как можно тихо.
- piacevole [пьяче́воле] — привлекательно, приятно[68].
- piangevole [пьяндже́воле] — жалобно.
- più [пью] — больше[71].
- più mosso [пью мо́ссо] — более подвижно.
- pizzicato [пиццика́то] (pizz.) — пиццикато, приём игры на струнных инструментах, когда звук извлекается щипками струн[72]. Противоположная пометка — arco или coll’arco.
- pochettino [покэтти́но] (poch) — довольно мало.
- poco [по́ко] — мало, немного[71].
- poco a poco [по́ко а по́ко] — мало-помалу, по чуть-чуть, понемногу, помаленьку, постепенно[71].
- poi [пой] — тогда, затем.
- pomposo [помпо́зо] — великолепно, с блеском, помпезно[73].
- portamento [портамэ́нто] — 1-е: аналог glissando в вокальной музыке; 2-е: при игре на фортепиано — отрывистее, чем legato, но не так коротко, как staccato. Переносить руку с ноты на ноту[74].
- precipitando [прэчипита́ндо] — спеша, стремительно[75].
- prestissimo [прэсти́ссимо] — скорейший, очень быстро[76].
- presto [прэ́сто] — быстро[77].
- prima volta [при́ма во́льта] — «в первый раз»; указание играть соответствующим образом в первом из двух повторений. См. вольта.
- primo [при́мо] — первый[76].

## Q
- quasi [ква́зи] — вроде, как бы, почти[76].
- quieto [квиэ́то] — спокойно, мирно.

## R
- rallentando [раллента́ндо] (rall.) — расширяя[78].
- rapido [ра́пидо] — быстро[78].
- recitando [рэчита́ндо] — декламируя, рассказывая[79].
- recitativo [рэчитати́во] — речитатив[80].
- religioso [рэлиджо́зо] — благоговейно, набожно, религиозно[81].
- repente [рэпэ́нтэ] — внезапно.
- resto [рэ́сто] — остаток, остальная часть (оркестр, ансамбль).
- ridendo [ридэ́ндо] — весело, радостно.
- rigoroso [ригоро́зо] — точно, строго.
- rinforzando [ринфорца́ндо] — усиленно[82].
- risoluto [ризолю́то] — мужественно, определённо, решительно, твёрдо[83].
- ritardando [ритарда́ндо] (ritard.) — замедляя, расширяя[79].
- ritenuto [ритэну́то] (rit.) — замедляясь (обычно быстрее, чем при ritardando; может относиться только к одному звуку)[79].
- ritmico [ри́тмико] — ритмично.
- rubato [руба́то] — ритмически свободно, указание вольно обращаться с темпом для выразительности[79].
- rustico [ру́стико] — деревенски; alla rustico означает «в сельском духе».

## S
- scherzando [скерца́ндо] — весело, игриво, шутя, шутливо, с юмором[84].
- scherzo [скерцо] — шутка; см. скерцо[85].
- secco [сэ́кко] — жёстко, коротко, отрывисто, резко, сухо[86].
- segue, seguendo [сэ́гуэ, сэгуэ́ндо] — продолжая как раньше[87].
- semplice [сэ́мпличе] — естественно, искренне, просто[88].
- sempre [сэ́мпрэ] — всегда, всё время; и далее[88].
- sensibile [сэнси́билэ] — чувствительно.
- senza [сэ́нца] — без[88].
- senza sordino [сэ́нца сорди́но] — без сурдины[88].
- serioso [сэрьёзо] — серьёзно[88].
- sforzando [сфорца́ндо] (sfz) — внезапное ударение на ноте[88].
- silenzio [силе́нцьё] — безмолвие, молчание, тишина[89].
- simile [си́миле] — так же[89].
- slargando [злярга́ндо] — расширяя, замедляя[90].
- smorzando [зморца́ндо] (smorz.) — замирая, приглушая, замедляя темп и ослабляя звучность, угасающе[91].
- soave [соа́вэ] — приветливо, гладко, нежно, приятно, сладко, тихо[91].
- solo [со́лё] — «один»; см. соло[91].
- sonore [соно́рэ] — громкий, гулкий, звонкий, звучный[91].
- sostenuto [состэну́то] — сдержанно[92].
- sotto voce [со́тто во́че] — вполголоса[92].
- spianato [спьяна́то] — естественно, просто.
- spiritoso [спирито́зо] — одухотворённо, одушевлённо.
- staccato [стакка́то] — кратко, отрывисто. Обозначается также точкой над нотой[93].
- stanza [ста́нца] — куплет.
- strepitoso [стрэпито́зо] — громко, шумно, бурно[94].
- stretto [стрэ́тто] — ускоряя[95].
- stringendo [стринджэ́ндо] (string.) — напористее, ускоряясь, сжимая, тесня[94].
- subito [су́бито] (s[96]) — без плавного перехода, вдруг, внезапно, сразу[97].
- sul ponticello [суль понтиче́ллё] — у подставки (приём игры на струнных инструментах).
- sul tasto [суль та́сто] — у грифа[97].

## T
- tanto [та́нто] — столь[98].
- tempo [тэ́мпо] — темп[99].
- tempo primo [тэ́мпо при́мо] — первый темп.
- teneramente [тэнэрамэ́нтэ] — ласково, мягко, нежно[100].
- tenuto [тэну́то] — выдержанно; ровно по силе и точно по длительности; протягивая; обозначается чёрточкой под или над нотой[100].
- tranquillo [транкви́ллё] — безмятежно, спокойно[100].
- tremendo [трэмэ́ндо] — пугающе.
- tremolo [трэ́моло] — тремоло, приём, когда один и тот же звук или два не соседних звука быстро многократно повторяется[101].
- tre corde [трэ ко́рдэ] — дословно — «три струны»; указание отпустить левую педаль фортепиано[102].
- trillo [три́лло] (tr[103]) — трель.
- triste [трист], tristemente [тристэмэ́нтэ] — грустный, печальный; унылый, скучный.[102]
- troppo [тро́ппо] — слишком[104].
- tutti [ту́тти] — тутти, все вместе[104].

## U
- una corda [у́на ко́рда] (дословно — «одна струна») — указание нажать левую педаль фортепиано[105].
- un poco [ун по́ко] — чуть-чуть, чуточку, совсем немного, небольшое количество, малость.
- unisono [уни́соно] или unis — в унисон[106]. Противоположная пометка — divisi.

## V
- vibrato [вибра́то] — вибрато, частое небольшое изменение высоты звука[107].
- vigoroso [вигоро́зо] — бодро, крепко, мощно, сильно, смело, энергично[107].
- vittorioso [витторьёзо] — победоносно.
- vivace [вива́че] (дословно — «оживлённо») — несколько быстрее, чем vivo[108].
- vivacissimo [вивачи́ссимо] — в высшей степени живо[108].
- vivo [ви́во] — живо[108].
- volando, volante [воля́ндо, воля́нтэ] — летающий[108].
- V.S. (voltare subito) [во́льтарэ су́бито] — «быстро переверните страницу». Встречается в партитурах[109].

## W
- wolno [во́льно] — польское слово, означающее «свободно» или «медленно». Встречается в пьесе «Слон» из «Карнавала животных» Сен-Санса. Очень редко встречающееся обозначение[110].

## Z
- zart (нем. [царт]) — нежный, слабый, тонкий, хрупкий[111].

## Цифры
- 8va (ottava alta[112]) [отта́ва а́льта] — исполнять на октаву выше.
- 8vb (ottava bassa[113]) [отта́ва ба́сса] — исполнять на октаву ниже.
- 15va (quindicesimo alta) [квиндичезимо а́льта] — исполнять на квинтдециму (на 2 октавы) выше.
- 15vb (quindicesimo bassa) [квиндичезимо ба́сса] — исполнять на квинтдециму ниже.
- 22va (tre ottave alta) [тре отта́вэ а́льта] — исполнять на 3 октавы выше.
- 22vb (tre ottave bassa) [тре отта́вэ ба́сса] — испонять на 3 октавы ниже.